# Befleeuwerik
De befleeuwerik (Amirafra collaris, synoniem Mirafra collaris) is een zangvogel uit de familie Alaudidae (leeuweriken).

## Verspreiding en leefgebied
Deze soort komt voor in oostelijk Ethiopië en van Somalië tot centraal Kenia.

## Status
De grootte van de populatie is niet gekwantificeerd maar de soort wordt omschreven als plaatselijk algemeen. Op de Rode lijst van de IUCN heeft deze soort de status niet bedreigd.